# Macrorrhyncha laconica
Macrorrhyncha laconica är en tvåvingeart som beskrevs av Chandler 2006. Macrorrhyncha laconica ingår i släktet Macrorrhyncha och familjen svampmyggor.
Artens utbredningsområde är Grekland. Inga underarter finns listade i Catalogue of Life.